# Kopiowanie (kynologia)

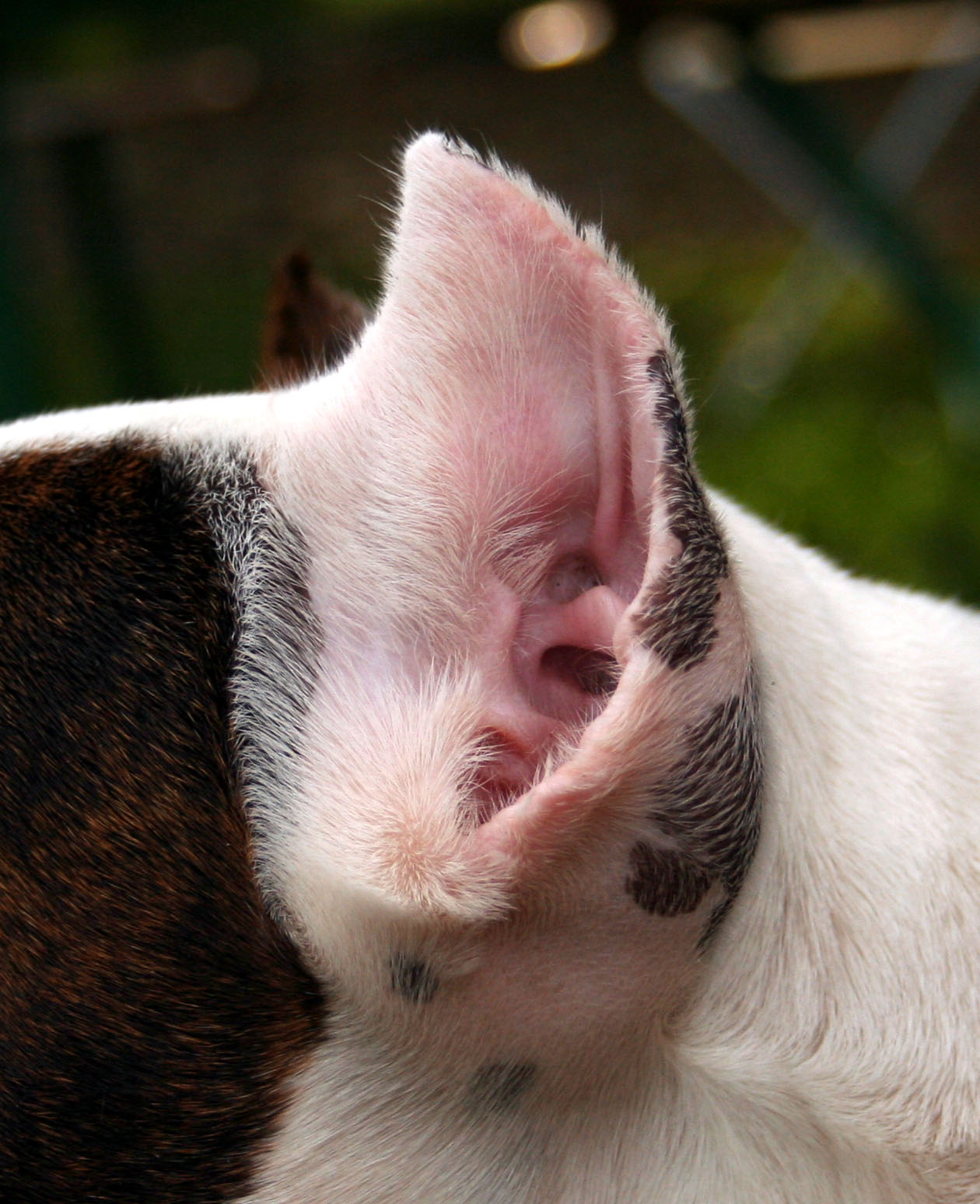
Obcięte ucho u młodej suki rasy Amerykański staffordshire terier

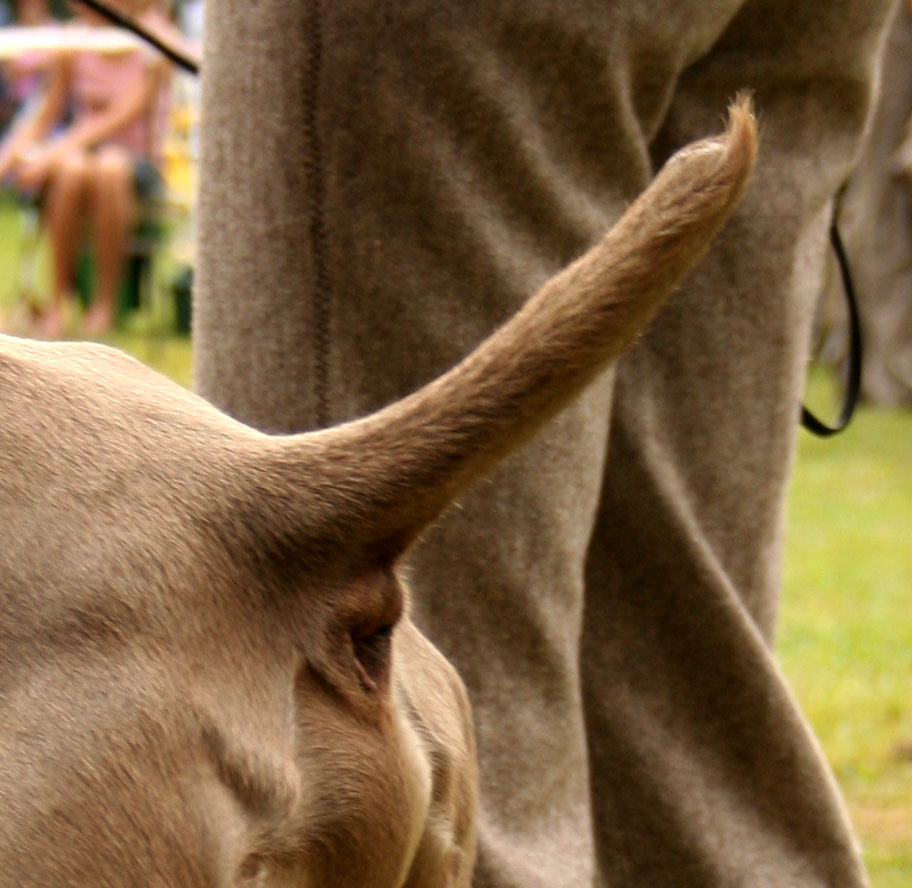
Obcięty ogon u wyżła weimarskiego

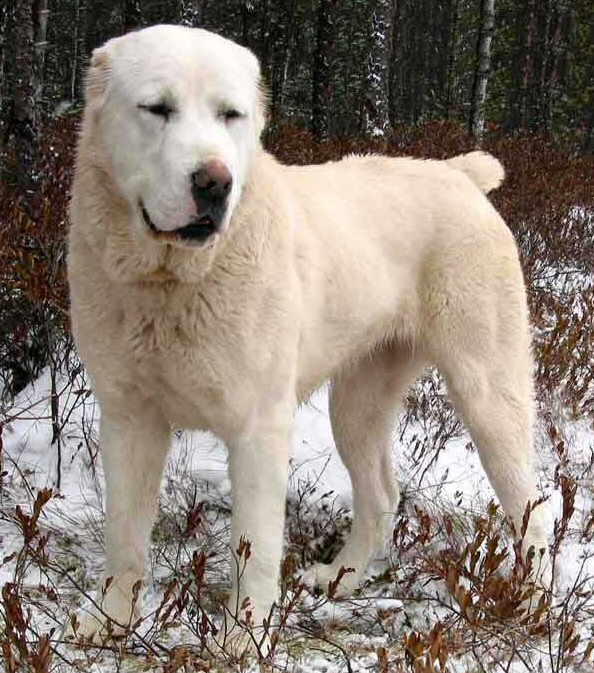
Owczarek środkowoazjatycki z przyciętymi uszami i ogonem.

Kopiowanie (kynologia) – zabieg chirurgiczny mający na celu ukształtowanie lub zredukowanie wielkości uszu lub długości ogona u psa. Wykonywanie tego zabiegu jest prawnie zabronione na terenie Polski.

## Kopiowanie dawniej
Początkowo ogony kopiowane były u większości ras w celach użytkowych aby wzmocnić plecy, zwiększyć szybkość, a uszy wraz z ogonem także po to, aby zapobiec obrażeniom podczas walk. Psami często poddawanymi tym zabiegom, były psy pasterskie tj. owczarek środkowoazjatycki, które ze względu na stróżująco-obronne funkcje były narażone na bezpośrednią konfrontację z takimi drapieżnikami, jak na przykład wilki. Stąd aby zmniejszyć ryzyko poważnych obrażeń redukowano długość ogona i w różnym stopniu przycinano małżowiny uszne szczeniąt. Psy myśliwskie także były poddawane zabiegom kopiowania z powodów praktycznych. Do takich psów zalicza się m.in. doga argentyńskiego, który był wykorzystywany do polowań na pumy. 
Istnieją rasy, u których cięcie ogonów i uszu ma znaczenie wyłącznie estetyczne i do takich ras należy m.in. schipperke.
W czasach Zjednoczonego Królestwa Wielkiej Brytanii istniał podatek nakładany na pracujące psy z ogonami. Żeby uniknąć zapłaty podatku, obcinano psom ogony. Podatek został zniesiony w 1796 roku, ale nie przerwało to stosowanej dotąd praktyki.

## Kopiowanie we współczesnej kynologii
Polska Federacja Kynologiczna ma w regulaminie zapis zabraniający hodowli i wystawianie psów z kopiowanymi uszami bądź ogonem ze względów innych niż zdrowotne.    
W przypadku uszu nielegalnie wykonuje się zabieg chirurgiczny mający na celu ukształtowanie chrząstki ucha u niektórych ras (np. dog niemiecki) uszy odpowiednio podkleja się plastrami, aby w ostateczności miały pionową pozycję.  

### Kontrowersje
Kopiowanie ogona i uszu są to dwa osobne zabiegi. Zwolennicy twierdzą, że zabiegi nie są znacząco bolesne i mogą zapobiegać przyszłym infekcjom, które mogą powodować silniejszy ból, niż sam zabieg obcinania, który zrobiony tuż po urodzeniu zapewni łatwe wyleczenie rany. Zabieg obcinania ogona wykonuje się między 10 a 14 dni od momentu narodzenia się szczenięcia. Przeciwnicy twierdzą, że zabieg nie ma uzasadnienia medycznego, jest wykonywany dla celów estetycznych, który tylko dostarcza zwierzęciu niepotrzebnego bólu.
Współczesne książki poświęcone komunikacji psów między sobą oraz z człowiekiem  opierają się m.in. na analizie ustawienia uszu, sposobie położenia ogona i jego poruszaniu. W przypadku obcinania uszu i obcinania ogona ta komunikacja jest znacznie utrudniona. Pies za pomocą ogona i uszu daje znać, że czuje się zagrożony. Brak możliwości odczytania takiego sygnału może prowadzić do pogryzienia.   

### Status prawny
Współcześnie wiele państw zakazuje całkowicie dokonywania zabiegów kopiowania ogonów i uszu. W Europie, obcinanie uszu jest zabronione m.in. w tych państwach, które ratyfikowały Europejską Konwencję o Ochronie Zwierząt Domowych przyjętą przez Radę Europy (European Convention for the Protection of Pet Animals). Polska nie ratyfikowała Konwencji, zakaz obcinania w Polsce wynika z prawa krajowego. Zgodnie z uchwaloną w 2011 r. przez Sejm RP nowelizacją Ustawy o Ochronie Zwierząt, wszelkie zabiegi mające na celu zmianę wyglądu zwierzęcia i wykonywane w celu innym niż ratowanie jego zdrowia lub życia, a w szczególności przycinanie psom uszu i ogonów (kopiowanie) jest klasyfikowane jako znęcanie się nad zwierzętami i zagrożone karą pozbawienia wolności do lat 3.

### Organizacje popierające obcinanie uszu i ogona
- The Council of Docked Breeds
- Vets4Docking

### Organizacje zwalczające obcinanie uszu i ogona
- The Anti-Docking Alliance